# Ірхенріт
Ірхенріт (нім. Irchenrieth) — громада в Німеччині, розташована в землі Баварія. Підпорядковується адміністративному округу Верхній Пфальц. Входить до складу району Нойштадт-ан-дер-Вальднааб. Складова частина об'єднання громад Ширміц.
Площа — 5,27 км2. Населення становить 1535 ос. (станом на 31 грудня 2020).